# Universidad Autónoma Indígena de México
La Universidad Autónoma Indígena de México es una institución de educación superior pública del Estado de Sinaloa, descentralizada del gobierno estatal, con campus en Mochis, Mochicahui y Choix, para 11 licenciaturas y 2 maestrías. 
Es la primera institución en el país dedicada a atender a los jóvenes indígenas e impartir educación superior y realizar investigación científica aplicada a procesos de reanimación, sustentada en el desarrollo social y proyectos de reanimación étnica y desarrollo comunitario.

## Origen
Se funda el 5 de diciembre de 2001 proveniente del Departamento de Etnología de la Universidad de Occidente campus Los Mochis.
La Universidad Autónoma Indígena de México surge desde la visión humanista del Dr. Jesús Ángel Ochoa Zazueta, quien buscaba una universidad inclusiva para los jóvenes que no tuvieran recursos o la capacidad económica de poder estudiar y desarrollar sus aptitudes.
Ochoa Zazueta describe que la universidad “debía mantener abiertas sus puertas a todo aquel que en condición desfavorecida quería estudiar” y comienza este proyecto en el centro de la comunidad de Mochicahui en el municipio de El Fuerte con medios precarios pero garantizando que todos los estudiantes tuvieran un lugar donde estudiar, un techo donde dormir y un lugar donde comer.
Desde su origen cuenta con jóvenes provenientes indígenas de diversas etnias de México (ch'ol, mam, zoque, kakchikel, tzeltal, tzotzil, mazahua, zapoteco, mixteco, purépecha, nahua, cora, pima, rarámuri, yoreme de Sonora, yoreme de Sinaloa, entre otros), etnias de Nicaragua y de Ecuador.

## Oferta educativa
-Licenciaturas:
- Contaduría.
- Derecho.
- Psicología Social Comunitaria.
- Etno-psicología.
- Sociología Rural.
- Turismo Empresarial.
- Ingeniería en Sistemas Computacionales.
- Ingeniería Forestal (Silvicultura).
- Ingeniería Forestal (Biotecnología).
- Ingeniería en Desarrollo Sustentable.
- Ingeniería en Sistemas de Calidad.

-Posgrados:
- Maestría en Economía y Negocios.
- Maestría en Educación Social.

## Unidades educativas
- Unidad Mochicaui.
- Unidad Los Mochis
- Unidad Choix